# Le Sixième Sens (série télévisée, 1970)
Cet article concerne la série télévisée de 1970. Pour la série télévisée de 1972, voir Le Sixième Sens.
Pour les articles homonymes, voir Sixième sens.
Le Sixième Sens est une mini-série franco-suisse (appelée feuilleton télévisé à l'époque de sa réalisation) réalisée par Louis Grospierre ; adaptation et dialogues de Roger Boussinot d'après son roman. Il s'agit d'une production Telvetia S.A. Genève & Editions I.M.C. Paris. Les 10 épisodes de 26 minutes sont diffusés en France sur la Première chaîne de l'ORTF le dimanche à 13h15, à partir du 4 octobre 1970. Rediffusion en mars 1979.  Première diffusion à la RTB, Télévision belge francophone, le mercredi 5 août 1970
La musique est signée Louis Marischal. Le compositeur a créé pour le personnage de José Benvenuda à l'âge adulte le Concerto pour violon et orchestre, dont le générique reprend une version courte. Un disque 33 tours de la musique du feuilleton a été réalisé en 1970 par le label Palette et comprend 6 morceaux, dont le concerto dans son intégralité (9 min 30) ainsi que sa version générique (1 min 30). Ils sont interprétés par l'Orchestre Collegium Academicum de Genève, dirigé par Louis Marischal, avec pour soliste Eliane Reber.

## Synopsis[3]
Martin Ferrer (Roger Karl), professeur de violon, reçoit la visite d'un Espagnol, Benvenuda, qui désire que son fils, Jésus (Emmanuel Conquer), prenne quelques leçons. En écoutant Jésus, Martin Ferrer a la révélation que le petit peut devenir un nouveau Paganini... 
Dans le deuxième épisode Martin Ferrer retrouve Jésus jouant aux terrasses des cafés comme son père le lui a ordonné. Le vieux professeur est furieux car il veut que Jésus travaille sans relâche son instrument, aussi décide-t-il de donner tous les soirs à l'enfant l'argent qu'il ne gagnera plus aux terrasses des cafés... 
Troisième épisode : Voici maintenant plus d'un an que Martin Ferrer vit uniquement pour l'enfant prodige qu'il a découvert. Il lui reste à faire le plus grand sacrifice : confier Jésus à quelqu'un qui soit davantage qualifié pour en faire l'un des plus grands violonistes de ce temps... 
Quatrième épisode : Le maître Arthur Chauvelin (Raoul Guillet) a entendu Jésus interpréter le Concerto en ré, de Beethoven. Il a promis de donner de ses nouvelles, mais les mois passent sans qu'il se manifeste. Martin Ferrer a presque renoncé à son rêve. Un beau jour cependant une dame se présente de la part d'Arthur Chauvelin ; elle vient chercher Jésus pour le conduire auprès du maître... 
Cinquième épisode : Jésus s'adapte à sa nouvelle vie dans la villa où Arthur Chauvelin prend chaque année ses quartiers d'été, au bord du lac Léman. Plusieurs élèves participent à cette "classe estivale" pour se préparer à l'examen d'entrée du Conservatoire national... 
Sixième épisode (résumé manquant). 
Septième épisode : Martin Ferrer n'a jamais revu Jésus depuis qu'il est célèbre, devenu à 21 ans José Benvenuda (Dorian Paquin)... 
Huitième épisode : José et Maria (Josy Lucas), une journaliste dont il est tombé amoureux, vivent une période de bonheur intense. José se laisse aller à ses confidences sur son enfance et parle parfois de son vieux professeur Martin Ferrer... 
Neuvième épisode : Maria partie, José se penche sur son passé, sur l'enfant qu'il a été ; il décide d'aller voir Martin Ferrer... 
Dernier épisode : La fin est optimiste, l'élève retourne voir son maitre et va, à son tour, devenir le professeur de la petite Catherine (Anne Deluz).

## Distribution
- Jean Servais : Le récitant
- Roger Karl : Martin Ferrer (le professeur de violon)
- Emmanuel Conquer : Jésus Benvenuda, enfant
- Dorian Paquin : Jésus devenu José Benvenuda, adulte[4]
- Madeleine Robinson : Madame de la Pommeraye
- Ginette Leclerc : Henriette Machefer
- Raoul Guillet : Arthur Chauvelin
- Pippo Merisi : Monsieur Benvenuda (le père)
- Calina Sem : Madame Benvenuda (la mère de Jésus)
- Harriet Ariel : Josette
- Josy Lucas : Maria
- Daniel Benador : Léo Kahler, enfant
- Charles David : Léo Kahler, adulte
- Anne Deluz : Catherine
- Alain Chevallier : Raynal
- Lucie Avenay : Justine
- Alexandre Fédo : Vergès
- Simone Karl : Madame Meyer
- Maurice Aufair : Simon
- Sacha Solnia : Cochet
- Félix Clément : Ménard
- Doriane Mermet : Marie-Christine
- Pierre Gatineau : Ormacq
- Alain Lecoultre : Jourdain
- Alfred Quillet : Dubois
- Jean-Yves Bader : l'accordéoniste
- Georges Wod : le disquaire
- Anne Tonelli : la serveuse